# Alexandra Ripley
Alexandra Ripley (született Alexandra Elizabeth Braid; (Charleston, 1934. január 8. – Richmond, 2004. január 10.) amerikai írónő, leginkább Scarlett című regényéről ismert (1991), amely Margaret Mitchell Elfújta a szél című regényének folytatása.
A dél-karolinai Charlestonban született, ahol az Ashley Hall nevű elitiskolában érettségizett. A New York állambeli Poughkeepsie-ben lévő Vassar College-on diplomázott 1955-ben, orosz nyelvből. Első regényét B. K. Ripley írói néven jelentette meg 1972-ben. A Who's the Lady in the President's Bed? („Ki az a hölgy az elnök ágyában?” az egyetlen nem történelmi regénye, és az egyetlen, amely nem jelent meg magyarul. Ezt követte Caril című dokumentumregénye Caril Ann Fugate-ről, akit tizennégy évesen ítéltek el gyilkosságban való bűnrészességért 1959-ben, és a könyv megjelenése után két évvel, 1976-ban szabadult. 1981-ben jelent meg Ripley első történelmi regénye, a szülővárosában játszódó Charleston, amely bestseller lett. Innentől kizárólag történelmi regényeket írt, melyek közül több is az amerikai Délen játszódik (Charleston, New Orleans vagy Virginia), ugyanakkor írt a reneszánsz Firenzében játszódó regényt, Lorenzo de’ Medici főszereplésével, valamint Jézus korában játszódót, melynek Arimathiai József a főszereplője. Déli regényei hatására választották ki Margaret Mitchell jogutódai az Elfújta a szél (1937) folytatásának megírásához. Hogy jobban beleélje magát, hetven oldalt kézzel lemásolt az eredeti regényből. A mű bestseller lett, bár a kritikusok lehúzták. 1994-ben tévés minisorozatot is forgattak a regény alapján.
Ripley háromszor ment férjhez, és két gyermeke született. Első férje Leonard Ripley, az Elektra Records lemezkiadó egyik tulajdonosa és hangmérnöke volt, 1958–1963 között, a második Thomas Martin Garlock (1929–2008), a harmadik pedig John Vincent Graham (1926–2007), a Virginiai Egyetem professzora, akitől halálakor különváltan élt. Első házasságából született két lánya, Elizabeth és Merrill. Egy unokája van, Alexandra.
Richmondi otthonában hunyt el, természetes halállal, nem sokkal hetvenedik születésnapja után.

## Művei
- Who's That Lady in the President's Bed? (B. K. Ripley néven, 1972)
- Caril (B. K. Ripley néven, Nanette Beaver és Patrick Trese társszerzőkkel, 1974)
- Charleston (1981; magyarul: Elizabeth szerelmei, ford. Gergely Anikó, Sarlós Zsuzsa, Európa, 1994; Forrongó lélek, Fiesta-Saxum, 2003)
- On Leaving Charleston (1984; előbbi folytatása, magyarul: A gardéniás hölgy, ford. Dezsényi Katalin, Európa, 1995)
- The Time Returns (1985; magyarul: A mi időnk visszatér, ford. Szamay Ilona, Totem, 1993; Fiesta-Saxum, 1999)
- New Orleans Legacy (1987; magyarul: Mary öröksége, ford. Zentai Éva, Európa, 1993; Magyar Könyvklub, 2000)
- Scarlett (1991; magyarul: Scarlett, ford. Dezsényi Katalin, Katona Ágnes, Sarlós Zsuzsa, Szántó Judit, Zsolt Angéla, N. Kiss Zsuzsa; Európa, 1992, 1994, 1996)
- From Fields of Gold (1994; magyarul: Sötét arany, ford. Tandori Dezső, Bentley Book, 1994)
- A Love Divine (1997; magyarul: Isteni szerelem, ford. Gálvölgyi Judit, Fiesta-Saxum, 1997)